# Давид Енгелс
Давид Енгелс (на немски: David Engels) е белгийски историк, културолог.

## Биография
Роден е на 27 август 1979 година във Вервие. Давид Енгелс израства в немскоезичното малцинство на Белгия, следва история, философия и икономика в университета в Аахен като прави докторат (2005 г.). Постъпва като асистент по римска история в Брюкселския свободен университет, по-късно става професор и ръководи катедрата. Издига се и до председател на брюкселското общество за изучаване на латинската култура „Латомус“. След 2007 г. координира и води множество изследователски проекти, свързани с разнообразни аспекти на античната религия, символика и история.
В 2013 г. издава дискусионно есе, озаглавено „Залезът“ (Le Déclin), в което краят на римската република и появата на първите императори дават основа за анализ на историческото развитие на Европейския съюз. Книгата е преведена на няколко езика и носи известност на своя автор. През 2018 г. при стогодишнината от издаването на книгата, с която идеите на Освалд Шпенглер добиват световен отзвук, Давид Енгелс организира „Шпенглерово общество“ (Oswald Spengler Society), чието президентство поема. Освен издаването на специализирано списание организацията започва да присъжда и едноименна награда, чийто първи носител е Мишел Уелбек.
В същата година Енгелс се премества в полския Instytut Zachodni (Познан), където ръководи проекти, свързани с европейската идентичност и нейната история. Успоредно с изследователската си работа той публикува и политически проект с названието „хеспериализъм“ (Hespérialisme), чиято цел е опазването и заздравяване на традиционни ценности.

## Трудове
- Benefactors, Kings, Rulers. Studies on the Seleukid Empire between East and West, Leuven: Peeters, 2017, 603 p.
- Que faire? Vivre avec le déclin de l'Europe, Groningen: Blue Tiger Media, 2019, 122 p.
Какво да се прави: живот в упадъка на Европа, София: Изток-Запад, 2021, ISBN 978-619-01-0914-3
- Renovatio Europae. Plädoyer für einen hesperialistischen Neubau Europas, Manuscriptum, Lüdinghausen/Berlin, 2019, ISBN 978-3-948075-00-2
Обновлението на Европа : в защита на хеспериалистичен нов строеж, София: Изток-Запад, 2022, ISBN 978-619-01-1067-5
- Oswald Spengler Werk, Deutung, Rezeption, Stuttgart: Kohlhammer, 2021, 490 p.

### Редакция и съставителство
- съ-редакция с Carla Nicolaye, Ille operum custos. Kulturgeschichtliche Beiträge zur antiken Bienensymbolik und ihrer Rezeption. Hildesheim-Zurich-New York: Olms, 2008 (Spudasmata 118), 318p.,
- съ-редакция с Lioba Geis и Michael Kleu, Zwischen Ideal und Wirklichkeit. Herrschaft auf Sizilien von der Antike bis zum Spätmittelalter, Stuttgart: Franz Steiner, 2010, 365p.
- съ-редакция с Peter Van Nuffelen, Religion and Competition in Antiquity, Bruxelles: Latomus, 2014, 307p
- съ-редакция с Carlo Lejeune, Grenzerfahrungen, Band 1: Villen, Dörfer, Burgen. Eine Geschichte der Deutschsprachigen Gemeinschaft Belgiens, Eupen: Grenz Echo-Verlag, 2016, 304p.